# آلن آمسلک
آلن آمسلک (به فرانسوی: Alain Amselek) روانکاو، فیلسوف و نویسنده قرن بیستم میلادی اهل فرانسه است.